# Aleksej Ekimov
Aleksej Ivanovič Ekimov (San Pietroburgo, 28 febbraio 1945) è un chimico e fisico russo,  pioniere nella ricerca sui nanomateriali. Ha scoperto nel 1981 i nanocristalli semiconduttori noti come punti quantici, mentre lavorava presso l'Istituto Ottico Statale Vavilov. Per questo motivo nel 2023 ha ricevuto il Nobel per la chimica insieme a Moungi Bawendi e Louis E. Brus.

## Biografia
Nel 1975 gli è stato assegnato il Premio di Stato dell'Unione Sovietica in Scienza e Ingegneria per il lavoro sull'orientamento dello spin degli elettroni nei semiconduttori. È co-destinatario del RW Wood Prize 2006 della Optical Society of America per "la scoperta di punti quantici di nanocristalli e studi pionieristici sulle loro proprietà elettroniche e ottiche"